# Speedo
Speedo («Спи́до») — торговая марка британской компании Pentland Group (англ.), штаб-квартира в Ноттингеме, Англия. Дистрибьютор купальных плавок, купальников и аксессуаров для плавания. Компания была основана в Сиднее в 1914 году шотландским эмигрантом Александром Макреем. В соответствии со своими австралийскими корнями, Speedo использует бумеранг в качестве своего символа-логотипа. Благодаря успехам бренда в индустрии слово «Speedo» стало синонимом гоночных купальных костюмов.

## История
В 1920-е годы фирма приступила к выпуску товаров для плавания. Само имя Speedo родилось в 1928 году, когда компания создала новый костюм для плавания «Racerback».

## Продукция
Несмотря на то, что бренд ассоциируется у многих с купальными мужскими плавками, они составляют не более 2 % от оборота компании. Speedo производит профессиональную и полупрофессиональную купальную одежду для женщин, мужчин и детей, а также обувь, ассоциированную с профессиональным плаванием и аксессуары, начиная от очков и ласт и заканчивая электронными устройствами. Часами для плавания, секундомерами, камерами.